# Aplocera ruberata
Aplocera ruberata är en fjärilsart som beskrevs av Hans Rebel. Aplocera ruberata ingår i släktet Aplocera och familjen mätare. Inga underarter finns listade i Catalogue of Life.